# XXIX secolo a.C.
Il XXIX secolo a.C. (ventinovesimo secolo avanti Cristo) è il secolo che inizia nell'anno 2900 a.C. e termina nell'anno 2801 a.C. incluso.

## Avvenimenti

### Mesopotamia
- c. 2900 a.C.
  - Inizio del Periodo proto-dinastico I in Mesopotamia (fino al 2800 a.C.)
  - Grande inondazione a Shuruppak (evento mitico del Diluvio universale)

### Antico Egitto
- c. 2888 a.C. - Sesto Africano scrive: "[...] durante il 38º anno di regno di Hotepsekhemwy, si aprì una voragine a Bubasti e molti persero la vita". La notizia può essere ritenuta attendibile, essendo Bubasti una zona ad alto rischio sismico.
- c. 2880 a.C. - Raneb 10º faraone (c.a. 2880 a.C. - 2841 a.C., sec. Sesto Africano)- II Dinastia
- c. 2841 a.C. - Ninetjer 11º faraone (c.a. 2841 a.C. - 2803 a.C., sec. la Pietra di Palermo)- II Dinastia
- c. 2803 a.C. - Ueneg 12º faraone (c.a. 2803 a.C. - 2786 a.C., sec. Sesto Africano)- II Dinastia (forse prima donna faraone?)

### Cina
- c. 2838 a.C. - secondo la tradizione, nasce Shen Nung, che sarebbe diventato augusto della Cina.
- c. 2836 a.C. - secondo la tradizione, muore Fu Hsi: Nüwa, moglie e sorella di Fu Hsi, 2°augusto della Cina.

### Vietnam
- c. 2897 a.C. - Regna la Dinastia Hồng Bàng fino al 257 d.C., secondo Việt Nam sử lược di Trần Trọng Kim[1].

## Personaggi significativi
- Fu Hsi, 1° augusto della Cina.
- Nüwa, 2° augusta della Cina.
- Shen Nung, 3° augusto della Cina.
- Ueneg 12º faraone.